# Pygarctia eglenensis
Pygarctia eglenensis är en fjärilsart som beskrevs av James Brackenridge Clemens 1861. Pygarctia eglenensis ingår i släktet Pygarctia och familjen björnspinnare. Inga underarter finns listade.